# 섹숑도르

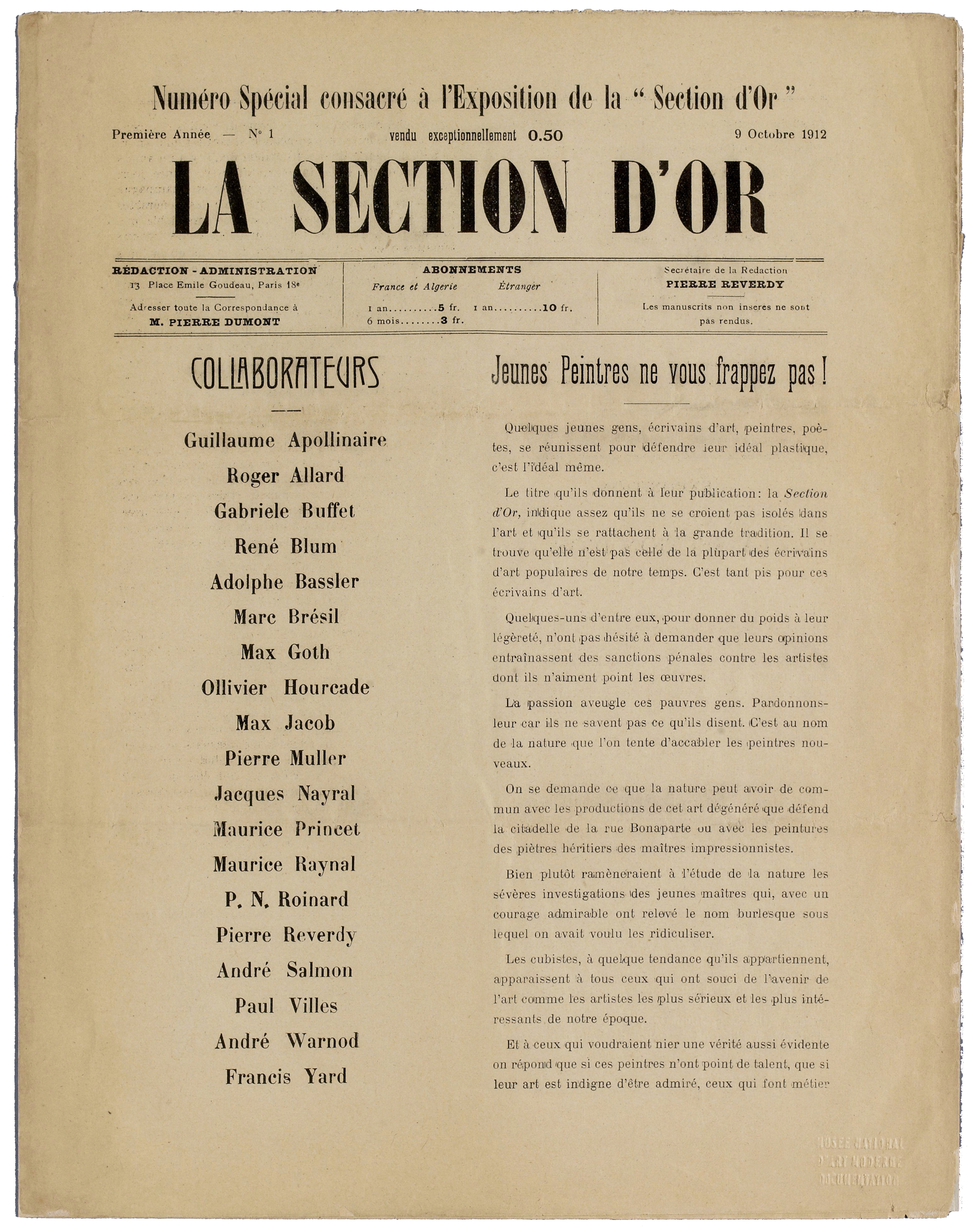

섹숑도르(Section d'Or)는 황금 분할을 위시한 기하학적 원리에 입각하여 큐비즘을 추진한 그룹을 말한다 쟈크 비용의 아틀리에를 중심으로 일어났으며 멤버는 마르셀 뒤샹, 피카비아, 메찬제, 마르샹, 들로네, 로트, 뒤샹 비용, 엘방 등이었다. 이 파는 1912년에는 피카소와 브라크를 제외한 거의 모든 퀴비스트를 규합하여 제1회 전시회를 가졌고 기관지(機關誌)를 발행하였으나 제1차 세계대전으로 중단되고 전후에는 1921년에 제2회전(展), 1922년에 제3회 전시회까지 그룹활동을 하였다.

## 같이 보기
- 오르피즘
- 추상 미술

## 참고 문헌
- 이 문서에는 다음커뮤니케이션(현 카카오)에서 GFDL 또는 CC-SA 라이선스로 배포한 글로벌 세계대백과사전의 내용을 기초로 작성된 글이 포함되어 있습니다.